# ЛП-83
ЛП-83 (Ленинградский Прицепной проекта 1983 года) — экспериментальный вагон, выпущенный в 1983 году Ленинградским вагоноремонтным заводом.

## История
В 1983 году на ленинградском заводе ВАРЗ был сконструирован и построен опытный прицепной вагон типа ЛП-83, представляющий собой вагон ЛМ-68М без кабины, место которой заняла накопительная площадка, аналогичная задней. Вагон не содержал электрооборудования, за исключением цепей управления барабанно-колодочным тормозом. Вагон был направлен на испытания в трамвайный парк им. Скороходова. Испытания показали низкую надежность тормозной системы и повышенное воздействие на путь необмоторенных тележек. Впоследствии таких вагонов не строили.

## Эксплуатация
Единственный вагон работал в качестве прицепного под номером 6600 с вагоном ЛМ-68М № 6450 с 1983 по 1988. В 1988 вагон был списан.